# 니시카와촌 (니가타현 니시칸바라군)
니시카와촌(西川村)은 니가타현 니시칸바라군에 설치되었던 촌이다.